# Benny Morris
Benny Morris (em hebraico:  בני מוריס; Ein HaHoresh, 8 de dezembro de 1948) é um historiador israelense. É professor de História no Departamento de Estudos do Oriente Médio da Universidade Ben-Gurion do Negev, na cidade de Bersebá, Israel. Ele é um dos principais membros do grupo de historiadores israelenses conhecido como Novos Historiadores.
O trabalho de Morris ganhou elogios e críticas de ambos os lados do espectro político no conflito israelo-palestino. Ele é acusado de ser pró-palestiniano por parte de alguns e pró-israelense por outros. No que se refere a si mesmo como um sionista, escreve ele, "eu embarquei na pesquisa não por compromisso ideológico ou interesse político. Eu simplesmente queria saber o que aconteceu".
Ele afirma que a Solução de Um Estado não é viável devido ao antissemitismo e à profunda divisão cultural entre árabes-palestinos e judeus e defende a instituição de uma Confederação palestino-jordaniana.